# Saint-Martin-en-Haut
Saint-Martin-en-Haut è un comune francese di 3 998 abitanti situato nel dipartimento del Rodano della regione Alvernia-Rodano-Alpi.

## Società

### Evoluzione demografica
Abitanti censiti